# Виктория-Нил
Вижте пояснителната страница за други значения на Виктория.
Виктория-Нил е река в Източна Африка, в Уганда, явяваща се най-горното течение на река Бели Нил (горното течение на река Нил). Дължината ѝ е 420 km. Река Виктория-Нил изтича от северния ъгъл на езерото Виктория, разположено на 1134 m н.в. при град Джинджа. Около 120 km тече в северна посока, като пресича стъпаловидно плато и се влива в езерото Кьога (на 1036 m н.в.). Тук тя преодолява 96 m денивелация, в т.ч. и два водопада Оуен и Матума и множество прагове. След като премине през Кьога и изтече от западния му ъгъл, се насочва на север, а след устието на десния си приток Точи – на запад. Тук реката образува големия водопад Мърчисън (Кабарега с височина около 45 m), след което се влива с северния ъгъл на езерото Алберт, разположено на 618 m н.в., като образува малка делта. Основни притоци: Кафу (ляв), Коли и Точи (десни). За разлика от повечето реки, годишният отток на реката, вместо да се увеличава надолу по течението при река Виктория-Нил, той намалява от 21 km³ при изтичането си от езерото Виктория до 19,7 km³ при вливането си в езерото Алберт вследствие на голямата загуба на вода за изпарение в езерото Кьога и околните блата. Средният годишен отток в долното течение на реката е 878 m³/s. На водопада Оуен през 1954 г. е изградена голяма ВЕЦ. Проектира се изграждането на още по-голяма ВЕЦ в долното течение на реката между езерата Кьога и Алберт.